# Каттасойское водохранилище
Каттасойское водохранилище (Каттасайское, тадж. Обанбори Каттасой) — одно из крупнейших водохранилищ в Таджикистане. Расположено на реке Каттасой, в 10 км к югу от города Истаравшан, в Истаравшанском районе Согдийской области. Объем 55 млн м³. Плотина построена в 1965 году.
На плотине Каттасойского водохранилища в советский период времени был установлен бюст с вытянутой рукой Владимира Ильича Ленина (Ульянова), являвшийся самым большим по размеру в Таджикистане бюстом создателя первого в мировой истории социалистического государства. Памятник установлен на возвышенности. Чтобы подняться к нему со стороны города Истаравшан, необходимо совершить восхождение по лестнице из 365 ступеней.